# Conus pseudotextile
Espèce
Conus pseudotextile est une espèce fossile de mollusques gastéropodes marins de la famille des Conidae.

## Taxonomie

### Publication originale
L'espèce Conus pseudotextile a été décrite pour la première fois en 1835 par le médecin et naturaliste français Jean Pierre Sylvestre Grateloup.